# Køkkenrulle
En køkkenrulle er en rulle papir med sugeevne, som bl.a. bruges til at tørre op med når man har spildt noget eller som serviet. Køkkenrullens sugeevne afhænger af kvaliteten. Køkkenrullen blev tidligere kaldt papirhåndklæde, den blev opfundet i USA i 1907, da man opdagede, at bakterier trivedes i de stofservietter, som man gentagne gange benyttede sig af. Med køkkenrullen havde man råd til at smide servietten ud efter brug.

## Bortskaffelse
Køkkenrulle bør ikke skylles ud i toilettet. Da det har sværere ved at opløse sig i vand end toiletpapir, kan det tilstoppe rørene. Det skal i stedet bortskaffes som restaffald, medmindre det har været benyttet i madlavning og er blevet beskidt, så skal det i madaffald.